# 페어 피셔
페어 피셔(독일어: Peer Fischer, 1972년 아우크스부르크 ~ )는 독일의 물리학자이다. 그는 슈투트가르트에 위치한 막스 플랑크 인텔리전트 시스템(Max Planck Institute for Intelligent Systems)과 슈투트가르트 대학교(University of Stuttgart)에 재직하고 있다.

## 삶과 일
페어 피셔는 영국 런던 임페리얼 칼리지에서 물리학 학사 학위를 받았고, 1999년에 케임브리지 대학교의 데이비드 버킹엄 연구 그룹에서 박사 학위를 받았다. 그후 미국 코넬 대학교에서 DAAD(NATO) 박사 과정 연구원으로서 연구를 계속 진행했고, 하버드 대학교의 롤런드 연구소(Rowland Institute at Harvard)에서 주니어 연구장학금(Junior Research Fellowship)을 받아 5년간 독립적인 연구 그룹을 이끌었다.
2009년에 그는 프라운호퍼 학회(Fraunhofer Society)로부터 어트랙상(Attract Award)를 수상함으로써 프라이부르크에 위치한 프라운호퍼 물리 측정 기술 연구소(Fraunhofer Institute for Physical Measurement Techniques)에서 포토닉스 랩을 열었다. 그리고 그는 2011년에 슈투트가르트에 위치한 막스 플랑크 인텔리전트 시스템 연구소로 옮겨 새로운 그룹인 'Micro, Nano, and Molecular Systems Lab'을 시작했고, 2013년에는 슈투트가르트 대학교에서 교수직을 받아 현재까지 연구소 내 그룹 리더와 교수로서 연구를 이어 나가고 있다.
페어 피셔는 막스 플랑크 EPFL 분자 나노과학 및 기술 센터(Max Planck EPFL Center for Molecular Nanoscience and Technology)와 ETH 취리히 러닝 시스템 연구 네트워크의 멤버(ETH Zurich research network on Learning Systems)이다.
또한 그는 왕립 화학 협회(Royal Society of Chemistry)의 연구원이며 저널 사이언스 로보틱스(AAAS Science Robotics)의 창립 편집 위원이다.

## 수상 및 업적
- 생체모방 재료 합성 연구 프로그램의 프로젝트 리더, Baden-Württemberg Stiftung[4]
- 2014년 DFG Funding of the project Chemical Nanomotors[5]
- 2016년 세계 기술상 (World Technology Award)[6]
- 2017년 Project funding by the Volkswagen Foundation[7]
- 2018년 ERC Advanced Grant[8]

## 참고
1. ↑  “보관된 사본”. 2021년 4월 15일에 원본 문서에서 보존된 문서. 2018년 12월 5일에 확인함.
2. ↑  http://www.mpg-epfl.mpg.de/1007215/Members
3. ↑  https://www.sciencemag.org/editorial-and-advisory-boards
4. ↑  “보관된 사본” (PDF). 2018년 12월 5일에 원본 문서 (PDF)에서 보존된 문서. 2018년 12월 5일에 확인함.
5. ↑  “DFG - GEPRIS - Chemische Nanomotoren”. 2018년 12월 5일에 확인함.
6. ↑  “보관된 사본”. 2018년 12월 4일에 원본 문서에서 보존된 문서. 2018년 12월 5일에 확인함.
7. ↑  “보관된 사본”. 2018년 12월 5일에 원본 문서에서 보존된 문서. 2018년 12월 5일에 확인함.
8. ↑   https://www.is.mpg.de/news/peer-fischer-receives-erc-advanced-grant. |제목=이(가) 없거나 비었음 (도움말)